# Ilyodon
Ilyodon – rodzaj ryb karpieńcokształtnych z rodziny żyworódkowatych (Goodeidae).

## Klasyfikacja
Gatunki zaliczane do tego rodzaju:
- Ilyodon cortesae
- Ilyodon furcidens
- Ilyodon lennoni
- Ilyodon whitei